# 大甲區
大甲區，舊稱「大甲社」，前身「大甲鎮」，位於臺灣臺中市西北角，地形主要以大甲扇狀平原為主，氣候屬於亞熱帶季風氣候。在產業發展上，農業為臺中市第二大蔬菜生產區、最大稻米生產區，重要產物有芋頭與稻米等；工業則主要以金屬製品、機械設備製造與腳踏車工業所形成的產業聚落為主。

## 歷史
1895年4月17日，清廷簽訂《馬關條約》，割臺灣及所屬島嶼予日本；6月28日，臺灣改設3縣1廳，大甲由臺灣縣直轄。1896年3月改設1縣2民政支部1廳，隸屬臺灣民政支部苗栗出張所。1897年3月復改3縣1廳，隸屬臺中縣苗栗支廳；5月改6縣3廳，屬新竹縣大甲辦務署第二堡:1716。1898年改3縣3廳，屬臺中縣大甲辦務署苗栗三堡:1716。1901年11月，全臺灣改設20廳，大甲隸屬苗栗廳苗栗三堡:1717。1909年10月改設12廳，隸屬臺中廳大甲支廳苗栗三堡，一部分屬大甲區，一部分屬十八庄區，一部分屬五里牌區:1718。1920年改訂地方官制，臺灣改設5州2廳，大甲支廳與沙鹿支廳合併改稱大甲郡，大甲庄屬臺中州大甲郡:1721。大甲庄轄大甲、番子寮、庄尾、橫圳、社尾、營盤口、山腳、外水尾、頂店、六塊厝、後厝子、日南、日南社、五里牌、九張犁、船頭埔、銅安厝、頂後厝子、西勢、雙寮、新庄子等21個大字。1922年4月，大甲庄改制為「大甲街」:1722。
二戰後1945年，國民政府設置臺灣行政長官公署，12月25日，全臺灣劃分為8縣9省轄市，大甲街改為「大甲鎮」，隸屬臺中縣大甲區:1729－1730:8。1950年10月21日改16縣並廢除區署，大甲鎮改直隸於臺中縣:1732。2010年12月25日配合臺中縣市合併改制直轄市，大甲鎮改為「大甲區」。

## 地理

### 位置與範圍
大甲區由大甲以及大安溪北側的日南兩地組成，東西最大跨距約10公里；南北最大跨距8公里，總面積約58平方公里。位置在行政區劃上位於台中市西北端，北邊與苗栗縣苑裡鎮以南房裡溪與新復溝為界；南邊與清水區相隔大甲溪，西側與大安區及臺灣海峽相鄰，東面則與外埔區相接。在地形上位於苗栗丘陵南端；清水平原北面；后里台地的西側。

### 地形與水文
大甲區地形主要以大甲扇狀平原以及后里台地所構成。大甲扇狀平原為大甲溪與大安溪因堆積作用而形成之沖積扇平原。后里台地則是介於大甲溪與大安溪下游間一長方形的緩傾台地。台地東西跨距長約12公里長，靠近大甲的台地西側地形陡降，但西北與西南角突出升高形成丘陵地形，即為大安溪南岸標高236公尺的鐵砧山；及在大甲溪北岸標高179公尺的水尾山。大甲區水文除大甲溪與大安溪，區內尚有瓦瑤溪、房裡溪、溫寮溪等溪河以及頂店圳、虎眼圳、日南圳、九張犁圳等水圳，由東向西注入台灣海峽。

### 地質與土壤
大甲區地質主要含有兩種地層，大部分為地質年代全新世之沖積層，其土壤為沖積土，由礫石、沙、粉沙及黏土等成分組成；其次為后里台地西側，地質年代更新世之階地堆積層，其土壤為紅棕壤，內含紅土、礫石、沙及粉沙等成分。

### 氣候
大甲區之氣候為亞熱帶季風氣候，夏季濕熱多雨，冬季乾旱多風。全年平均氣溫約攝氏24度，年降雨量約1500毫米，雨季落在5~8月間的梅雨、颱風與夏季西南季風盛行期間。
| 大甲(2012–2023)                                                                                          | 大甲(2012–2023) | 大甲(2012–2023) | 大甲(2012–2023) | 大甲(2012–2023) | 大甲(2012–2023) | 大甲(2012–2023) | 大甲(2012–2023) | 大甲(2012–2023) | 大甲(2012–2023) | 大甲(2012–2023) | 大甲(2012–2023) | 大甲(2012–2023) | 大甲(2012–2023) |
| 月份 | 1月             | 2月             | 3月             | 4月             | 5月             | 6月             | 7月             | 8月             | 9月             | 10月            | 11月            | 12月            | 全年            |
| --- | --------------- | --------------- | --------------- | --------------- | --------------- | --------------- | --------------- | --------------- | --------------- | --------------- | --------------- | --------------- | --------------- |
| 历史最高温 °C（°F）                                                                                      | 30.3 (86.5)     | 33.7 (92.7)     | 33.1 (91.6)     | 33.3 (91.9)     | 38.8 (101.8)    | 37.1 (98.8)     | 40.4 (104.7)    | 38.3 (100.9)    | 39.2 (102.6)    | 37.6 (99.7)     | 34.4 (93.9)     | 31.0 (87.8)     | 40.4 (104.7)    |
| 平均高温 °C（°F）                                                                                        | 20.5 (68.9)     | 20.8 (69.4)     | 23.9 (75.0)     | 27.2 (81.0)     | 30.2 (86.4)     | 32.4 (90.3)     | 33.7 (92.7)     | 32.7 (90.9)     | 32.4 (90.3)     | 29.8 (85.6)     | 26.8 (80.2)     | 22.0 (71.6)     | 27.7 (81.9)     |
| 日均气温 °C（°F）                                                                                        | 16.0 (60.8)     | 16.1 (61.0)     | 18.9 (66.0)     | 22.5 (72.5)     | 25.9 (78.6)     | 28.2 (82.8)     | 29.0 (84.2)     | 28.3 (82.9)     | 27.5 (81.5)     | 24.7 (76.5)     | 21.9 (71.4)     | 17.7 (63.9)     | 23.1 (73.5)     |
| 平均低温 °C（°F）                                                                                        | 12.8 (55.0)     | 13.0 (55.4)     | 14.6 (58.3)     | 19.1 (66.4)     | 22.7 (72.9)     | 25.2 (77.4)     | 25.8 (78.4)     | 25.2 (77.4)     | 24.2 (75.6)     | 21.4 (70.5)     | 18.5 (65.3)     | 14.7 (58.5)     | 19.8 (67.6)     |
| 历史最低温 °C（°F）                                                                                      | 2.9 (37.2)      | 6.0 (42.8)      | 8.7 (47.7)      | 10.7 (51.3)     | 12.6 (54.7)     | 21.7 (71.1)     | 21.4 (70.5)     | 22.0 (71.6)     | 17.8 (64.0)     | 14.3 (57.7)     | 7.2 (45.0)      | 6.9 (44.4)      | 2.9 (37.2)      |
| 平均降水量 mm（）                                                                                        | 47.8 (1.88)     | 43.0 (1.69)     | 92.8 (3.65)     | 109.8 (4.32)    | 284.7 (11.21)   | 246.8 (9.72)    | 157.5 (6.20)    | 330.7 (13.02)   | 65.0 (2.56)     | 13.9 (0.55)     | 28.5 (1.12)     | 40.5 (1.59)     | 1,461 (57.51)   |
| 平均降水天数                                                                                             | 5.6             | 7.2             | 9.6             | 10.0            | 10.4            | 11.6            | 8.5             | 11.5            | 5.3             | 2.5             | 3.4             | 4.8             | 90.4            |
| 平均相對濕度（％）                                                                                       | 82.7            | 84.6            | 83.9            | 82.1            | 85.7            | 85.3            | 82.9            | 86.6            | 83.6            | 78.2            | 80.7            | 79.9            | 83.0            |
| 来源1：Central Weather Administration                                                                    |                 |                 |                 |                 |                 |                 |                 |                 |                 |                 |                 |                 |                 |
| 来源2：Atmospheric Science Research and Application Databank (precipitation days and humidity 2000–2023) |                 |                 |                 |                 |                 |                 |                 |                 |                 |                 |                 |                 |                 |

### 人口
根據臺中市政府民政局統計，2024年底大甲區戶數約2.6萬戶，人口約7.4萬人。區內人口最多和最少的里分別為日南里與南陽里，2024年底兩里人口分別為有6,662人與892人；人口密度最高和最低的里分別為岷山里和建興里，2023年底兩里人口密度分別為每平方公里18,037人和每平方公里217人。

## 政治

### 歷任首長

#### 日治時期
| 官職                           | 姓名     | 任期           | 隸屬轄區                                     |
| ------------------------------ | -------- | -------------- | -------------------------------------------- |
| 大甲街街長                     | 黃海     | 1897年－1901年 | 新竹縣大甲辦務署 →台中縣大甲辦務署           |
| 大甲街街長                     | 謝漢秋   | 1901年－1908年 | 苗栗廳大甲支廳                               |
| 大甲區街長 →大甲區區長 →大甲庄長 | 朱麗     | 1906年－1922年 | 苗栗廳大甲支廳 →臺中廳大甲支廳 →臺中州大甲郡 |
| 大甲街役長                     | 李進興   | 1922年－1930年 | 臺中州大甲郡                                 |
| 大甲街役長                     | 柴田一平 | 1930年－1937年 | 臺中州大甲郡                                 |
| 大甲街役長                     | 村田勉   | 1937年－1940年 | 臺中州大甲郡                                 |
| 大甲街役長                     | 秋山久七 | 1940年－1942年 | 臺中州大甲郡                                 |
| 大甲街役長                     | 甲斐普勇 | 1942年－1945年 | 臺中州大甲郡                                 |

#### 民國時期
| 任次 | 姓名   | 任期                          | 備註                             |
| ---- | ------ | ----------------------------- | -------------------------------- |
| 1    | 郭金焜 | 1945年11月－1951年6月         | 臺中縣大甲區大甲鎮 →臺中縣大甲鎮 |
| 2    | 郭金童 | 1951年6月－1953年5月          |                                  |
| 3    | 郭金焜 | 1953年5月－1959年12月         |                                  |
| 4    | 黃子建 | 1959年12月－1968年3月         |                                  |
| 5    | 郭朝天 | 1968年3月－1973年4月          |                                  |
| 6    | 李元榮 | 1973年4月－1982年3月          |                                  |
| 7    | 林英雄 | 1982年3月－1990年3月          |                                  |
| 8    | 蔡金福 | 1990年3月－1994年3月          |                                  |
| 9    | 吳弘富 | 1994年3月－1998年3月          |                                  |
| 10   | 劉家賓 | 1998年3月－2006年3月          |                                  |
| 11   | 蔡信豐 | 2006年3月－2010年12月         |                                  |
| 1    | 蔡信豐 | 2010年12月－2014年12月24日    | 臺中縣大甲鎮 →臺中市大甲區       |
| 代理 | 劉來旺 | 2014年12月25日－2015年3月23日 |                                  |
| 2    | 劉來旺 | 2015年3月23日－2019年2月12日  |                                  |
| 3    | 顏金源 | 2019年2月12日－現任           |                                  |

### 區政組織

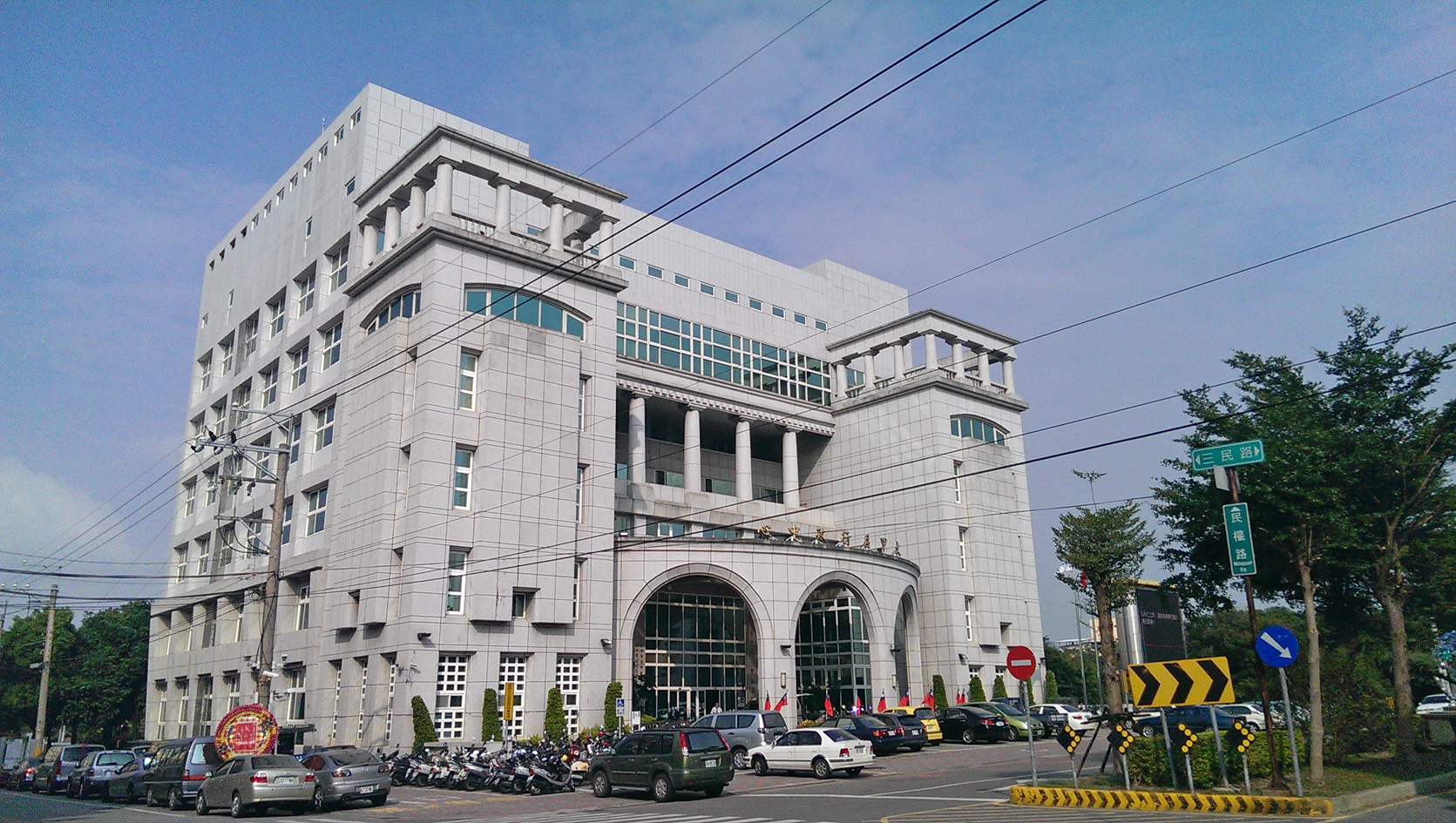
大甲區行政中心

大甲區公所是臺中市政府在大甲區的派出機關，在中華民國政府架構中為市政府綜理區政的執行機關，上級業務監督機關為臺中市政府。区长由市長任命，其任期為無任期保障，並置一名主任秘書襄理區務。在區長及主任秘書之下，設有5課4室等9個內部單位。

### 行政區
現今大甲區行政範圍的確立，來自於1920年，日本將臺灣十二廳改為五州二聽，設大甲庄屬臺中州大甲郡:472。大甲庄轄船頭埔、頂後厝子、銅安厝、日南、日南社、九張犁、五里牌、西勢、雙寮、新庄子、社尾、頂店、橫圳、營盤口、山腳、庄尾、大甲、外水尾、番子寮、後厝子、六塊厝等21個大字。1922年，大甲庄改制為「大甲街」:472。1945年，改為「大甲鎮」，屬臺中縣大甲區。1950年，裁撤區署，大甲鎮改直隸於臺中縣:474。2010年12月25日，臺中縣市合併改制為直轄市，大甲鎮改制為市轄區「大甲區」，隸屬臺中市。
大甲區共轄29個里，其行政區主要可分為大安溪以北之『溪北區域』與大安溪以南之『溪南區域』。溪北區域為為台中市唯一在大安溪以北的行政區。溪南區域為大甲區政經中心，不僅為大甲區主要人口活動區域，亦是相鄰之大安區、外埔區等鄰近之鄉鎮之生活中心。大甲區部分下轄行政區與道路名稱，早期之戶政人員以封神榜為藍本進行命名，如以周王朝發祥地西岐命名之西岐里、代表太白星、文曲星、武曲星之太白里、文曲里、武曲里等。
| 大甲區行政區劃 |        |      |        |      |        |      |        |
|                |        |      |        |      |        |      |        |
| 編號           | 里名   | 編號 | 里名   | 編號 | 里名   | 編號 | 里名   |
| 1              | 文曲里 | 2    | 武陵里 | 3    | 義和里 | 4    | 新美里 |
| 5              | 順天   | 6    | 薰風里 | 7    | 南陽里 | 8    | 中山里 |
| 9              | 大甲里 | 10   | 朝陽里 | 11   | 岷山里 | 12   | 文武里 |
| 13             | 孔門里 | 14   | 平安里 | 15   | 美里   | 16   | 武曲里 |
| 17             | 奉化里 | 18   | 德化里 | 19   | 江南里 | 20   | 頂店   |
| 21             | 太白里 | 22   | 幸福里 | 23   | 孟春里 | 24   | 日南里 |
| 25             | 龍泉里 | 26   | 建興里 | 27   | 西岐里 | 28   | 銅安里 |
| 29             | 福德里 |      |        |      |        |      |        |

### 警政消防
- 警政：大甲區為臺中市政府警察局大甲分局之駐在地，設有大甲派出所、日南派出所、西岐派出所與大甲交通分隊。
- 消防：大甲區為臺中市政府消防局第五大隊之駐在地，設有大甲分隊與幼獅分隊。

## 金融
- 臺灣銀行大甲分行
- 臺灣土地銀行大甲分行
- 第一銀行大甲分行
- 華南銀行大甲分行
- 彰化銀行大甲分行
- 兆豐銀行大甲分行
- 臺灣中小企業銀行大甲分行
- 台中銀行大甲分行
- 國泰世華銀行大甲分行
- 新光銀行大甲分行
- 元大銀行大甲分行

## 文化

### 法定文化資產
- 有形資產：林氏貞孝坊[29]、大甲文昌祠[30]、大甲梁宅瑞蓮堂[31]、日南車站[32]、舊大安溪橋[33]
- 無形資產：大甲媽祖遶境進香活動[34]、漆藝-夾紵漆器(廖勝文)[35]、藺草編(朱周貴春)[36]、獅頭製作(陳銘鴻)[37]、大甲鐵壺(黃天來)[38]

### 史前文化與遺址[39][40]
- 番仔園文化與番仔園遺址：番仔園文化為距今2000~400年前鐵器時代的史前文化，其相關遺址遍布大肚台地與苗栗丘陵南部，以大甲區之番仔園遺址作為命名遺址，番仔園遺址位於鐵砧山西側山麓紫竹寺與大甲高工附近。
- 鐵砧山平頂遺址：距今4000~3000年前，屬於新石器時代牛罵頭文化的遺址，位於鐵砧山忠烈祠後約100公尺。
- 水源地遺址：距今4000~3000年前，屬於新石器時代牛罵頭文化的遺址，位於大甲區中山里水尾溪北側斷崖上。
- 麻路頭遺址：距今3500~2000年前，屬於新石器時代後期的營埔文化，位於大甲區東南方，水尾溪南岸，距溪水不到100公尺。

### 其他相關文化與文化資產
- 大甲三神：媽祖、鄭成功、林春娘。
- 大甲三寶：媽祖、奶油酥餅、藺草帽蓆。
- 大甲城遺跡：大甲城於清朝道光年間興建，但在日治時期拆除。目前於蔣公路與文武路之間的三民路上，有一間路橋姑的廟寺旁，僅剩約3~4公尺長的長條土堆，此為舊城牆最後的遺跡。

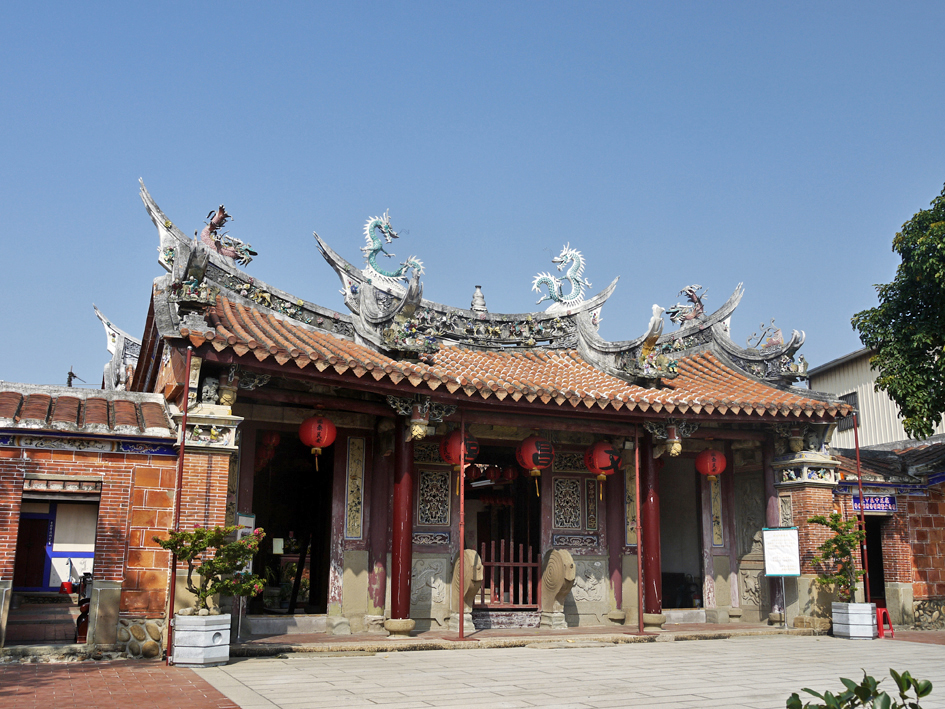
大甲文昌祠
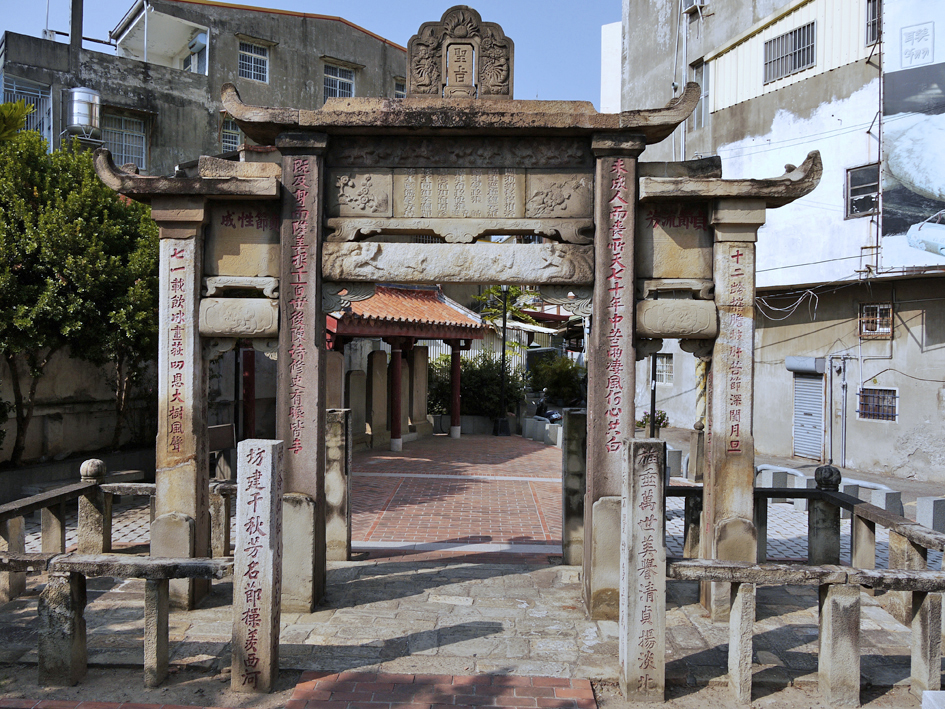
大甲林氏貞孝坊
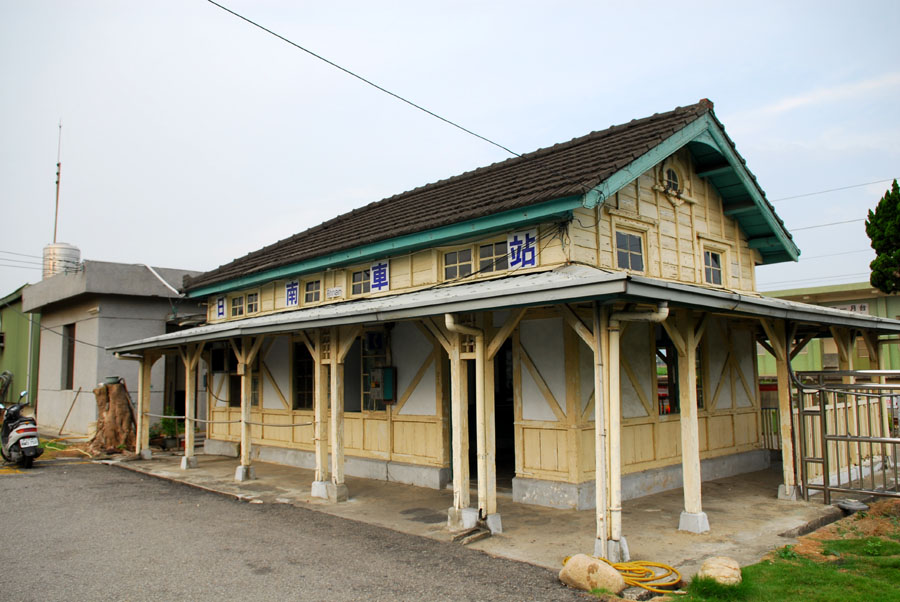
日南車站
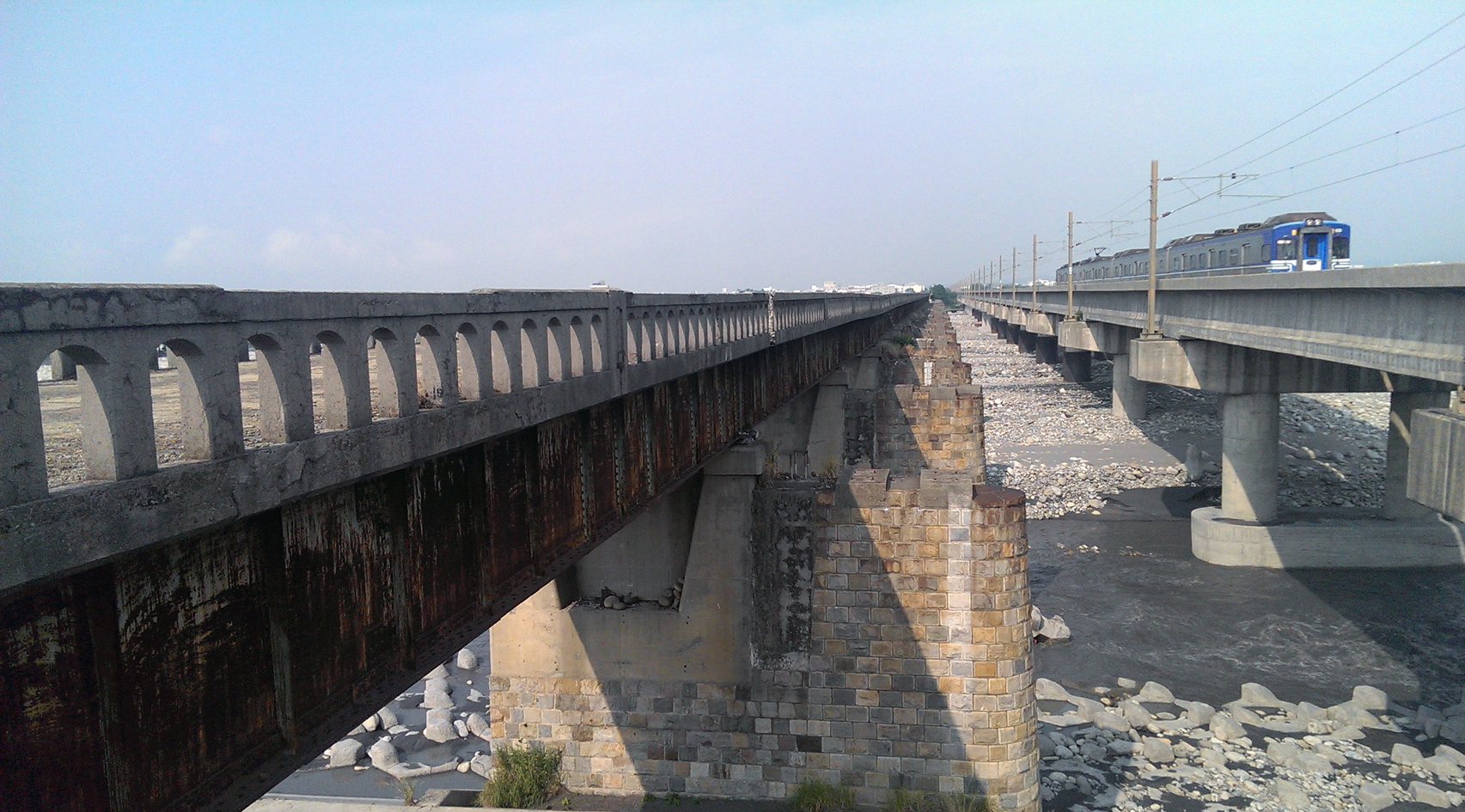
曾經鐵公路共構的舊大安溪橋

## 交通

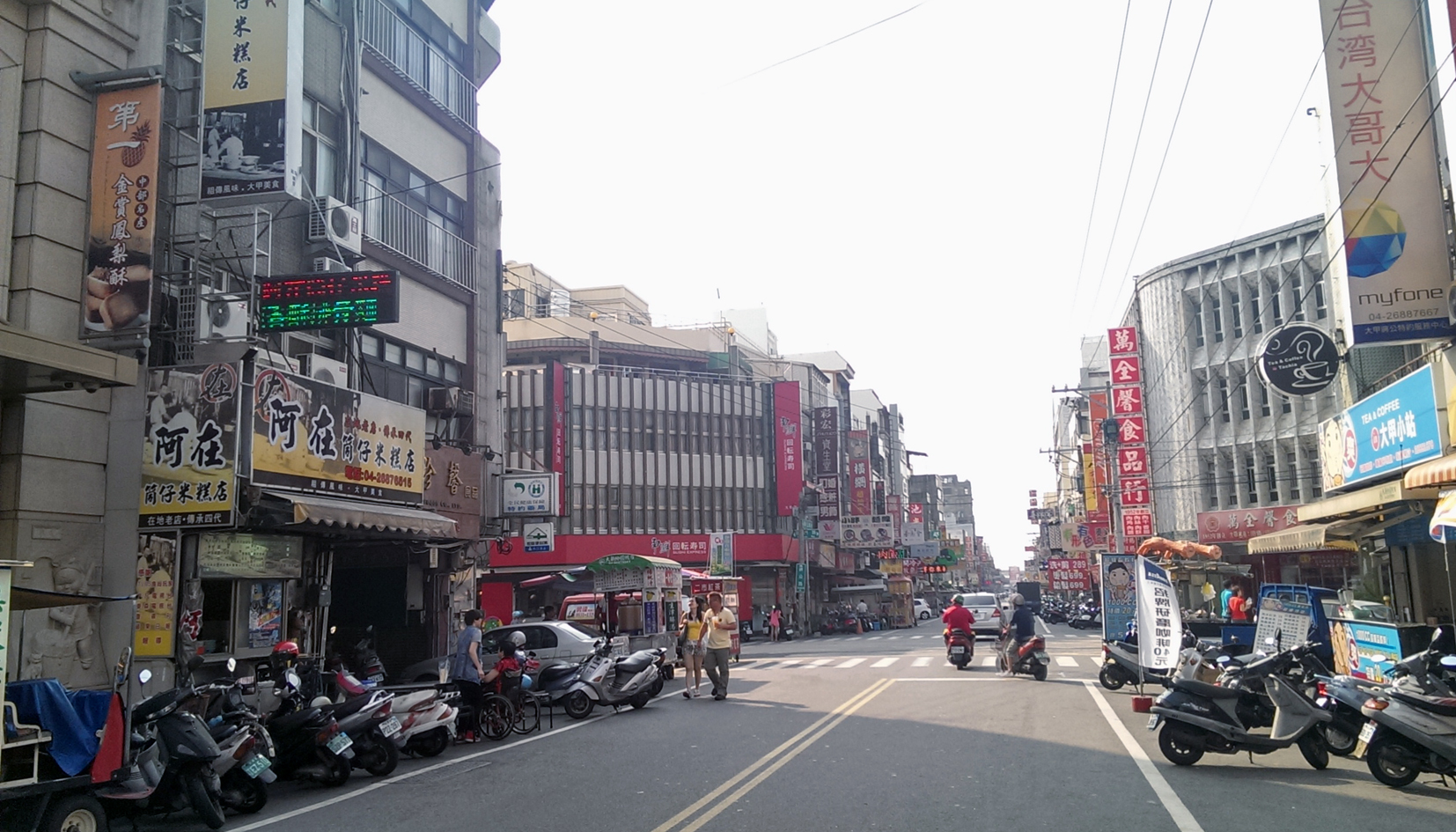
大甲重要的市區道路 - 蔣公路

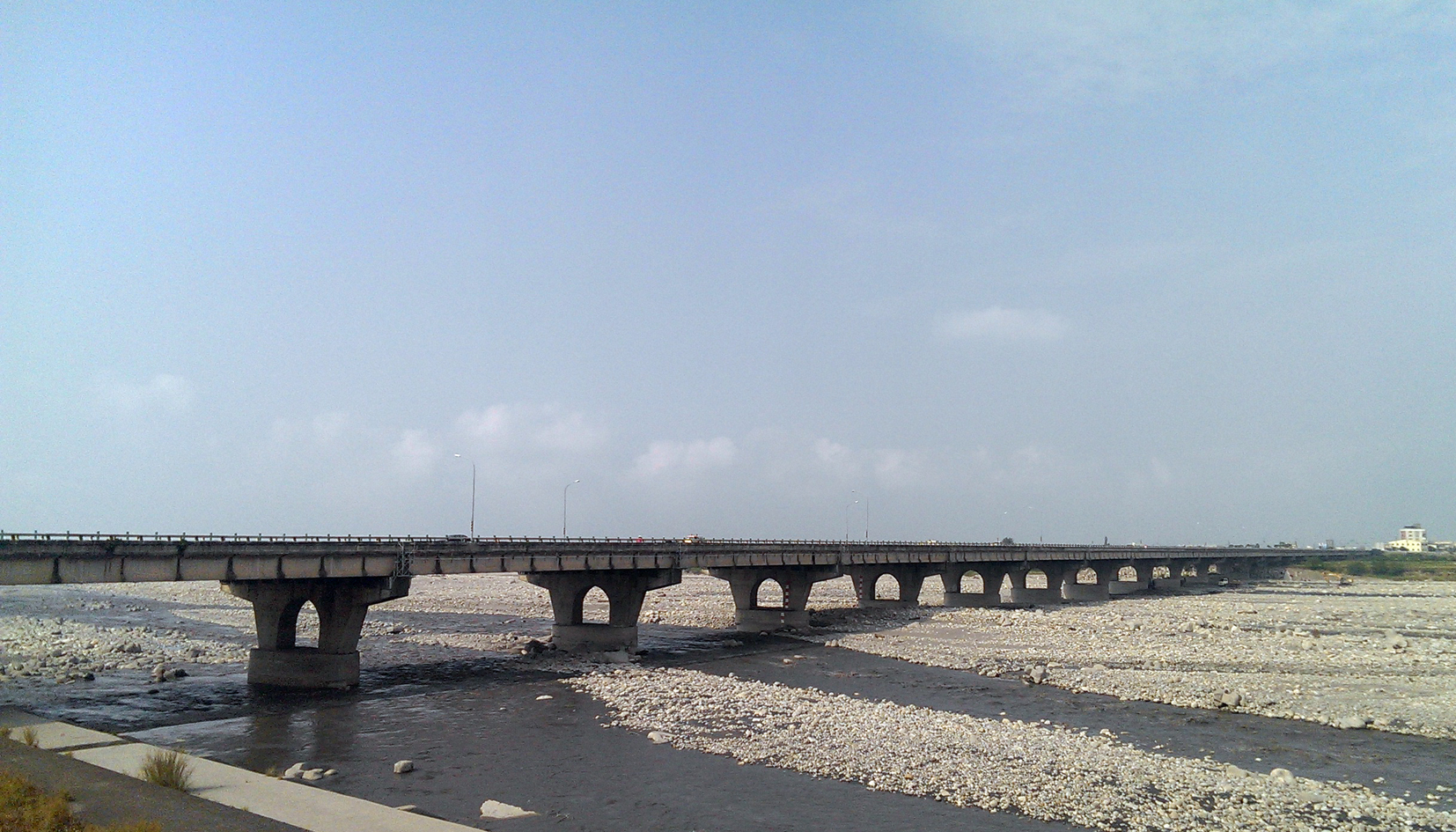
連接北大甲地區的大安溪橋

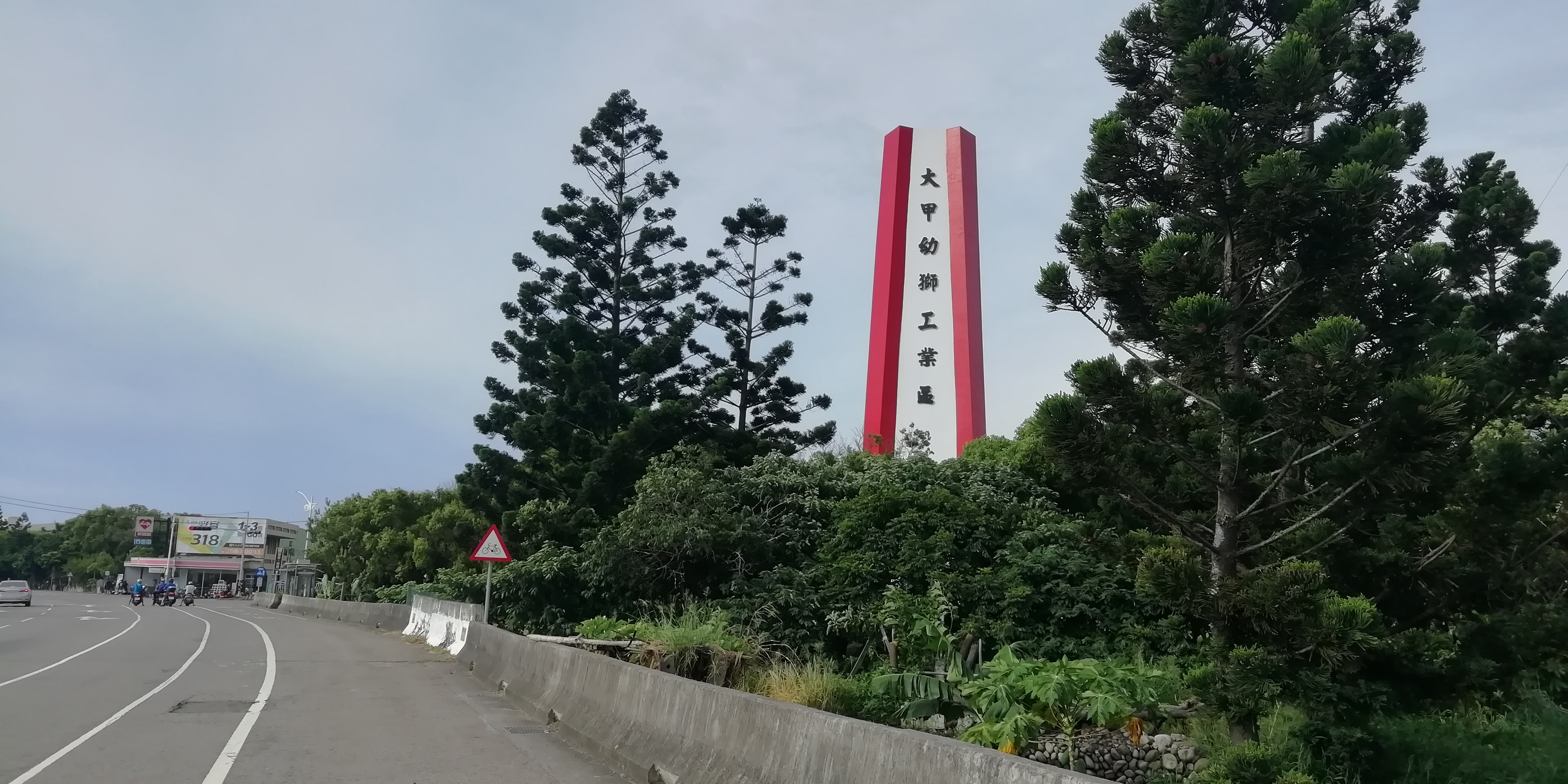
大甲幼獅產業園區

## 教育

### 高級中等學校
- 臺中市立大甲高級中等學校
- 臺中市立大甲工業高級中等學校
- 臺中市私立致用高級中學

### 國民中學
- 臺中市立大甲國民中學
- 臺中市立日南國民中學
- 臺中市立順天國民中學

### 國民小學
- 臺中市大甲區大甲國民小學
- 臺中市大甲區東明國民小學
- 臺中市大甲區文昌國民小學
- 臺中市大甲區東陽國民小學
- 臺中市大甲區順天國民小學
- 臺中市大甲區華龍國民小學
- 臺中市大甲區文武國民小學
- 臺中市大甲區德化國民小學
- 臺中市大甲區日南國民小學
- 臺中市大甲區西岐國民小學

### 圖書館
- 臺中市立圖書館大甲分館

## 交通[14]

### 鐵路
臺灣鐵路
- 海岸線：日南車站 – 大甲車站

### 公路

#### 國道
國道三號（福爾摩沙高速公路）
- 156 苑裡苑裡交流道：該交流道位於大甲區與鄰近之苗栗縣苑裡鎮交界，與縣道140號立體交會。交流道臨近溪北區域(大甲幼獅產業園區、日南市區等)與苑裡鎮。西向可聯絡台1線與台61線，東向則可連接市道121號與台13線。
- 大甲收費站：已於2013年實施國道計程收費後拆除，但有保留部份站體做為紀念。
- 164 大甲大甲交流道：該交流道位於鄰近之外埔區境內，與市道132號立體交會。交流道臨近溪南區域、大安區與外埔區。西向可進入大甲市區與大安區，並聯絡台1線與台61線，東向則可進入外埔區。

#### 省道與縣市道
台1線（縱貫公路）：縱貫大甲區南北向並連結溪南區域與大甲溪北區域之主要道路，北由苑裡鎮新復溝起進入大甲區，向南於大甲溪橋進入清水區，沿途經過大甲幼獅產業園區、大安溪橋、大甲體育場、光田綜合醫院大甲院區等。
台61線（西部濱海快速公路）：縱貫大甲區西北角，由南房裡溪自苑裡鎮進入大甲區，途經銅安里、西岐里、建興里後，進入大安區。
- 134 大甲大甲交流道

市道121號：溪北區域重要道路，日南地區與國道三號苑裡交流道之主要聯絡道路，北可進入苑裡鎮與通霄鎮。
市道132號：溪南區域重要道路，自西由外埔區橫貫大甲市區進入大安區，沿途經過國道三號大甲交流道、大甲高中、大甲車站、臺中市政府警察局大甲分局、大甲文昌祠、大甲體育場與順天國中。
縣道140號：該道路全線未入大甲區，但其為溪北聯絡國道三號苑裡交流道之重要道路。

#### 區內道路
溪南區域主要道路：
- 東西向(由北至南排列)：大智街、育英路、大甲街、新政路、民權路、民生路、文武路、蔣公路、光明路。
- 南北向(由東至西排列)：中山路一段、鎮政路、鎮瀾街、順天路、育德路、雁門路、三民路、五福街、信義路、仁愛街、忠孝街、經國路。
- 大甲市區聯絡道：甲后路、甲東路、水源路、賢仁路、大安港路。

溪北區域主要道路：
- 東西向(由北至南排列)：幼獅路、順帆路、東明路、慈德路、通天路、臨江路
- 南北向(由東至西排列)：中山路二段、黎明路、長壽路、如意路

### 公車客運
台中市公車
| 路線號碼  | 營運區間                                     | 經營業者             | 備註 |
| --------- | -------------------------------------------- | -------------------- | --- |
| 92        | 豐安環線（豐原－大安國中）                   | 豐原客運             | 經豐原轉運中心、豐原國中、慈興宮、馬場入口、下后里、內埔市場、中和、外埔、大甲高中、大甲車站、大安區公所、中                            |
| 93        | 海環線（新烏日車站－銅安厝）                 | 台中客運             | 經日南、幼獅工業區 |
| 95        | 六福公園－外埔老人文康中心                   | 中台灣客運           | 經沙鹿車站、梧棲、清水、大甲車站、大甲高工、鐵山國小、馬鳴埔、外埔區公所                                                                |
| 95副      | 六福公園－外埔老人文康中心－土城             | 中台灣客運           | 土城端點為土城東路 經沙鹿區公所、沙鹿市場、中港國小、清水戶政事務所、外水尾、大甲車站、鐵山國小、大東里活動中心                         |
| 95區      | 六福公園－大甲高工(校園)                     | 中台灣客運           | |
| 97        | 台中國際機場－國立苑裡高中                   | 台中客運             | 經幼獅工業區 |
| 154       | 大甲新幹線（臺中女中－大甲區公所）           | 台中客運             | 部分班次延駛頂店 經臺中車站、中清路 |
| 157       | 外埔新幹線（文心森林公園－大甲區公所）       | 台中客運             | 經臺中市政府、逢甲商圈、外埔區公所 |
| 170       | 大甲體育場－梧棲                             | 豐原客運             | 大甲體育場端點為新政大安港路口 經臨港路                                                                                                 |
| 181       | 大甲區公所－苑裡                             | 苗栗客運             | 經客庄、龍德家商、船頭埔、西岐、日南車站                                                                                                  |
| 181區1    | 苑裡－日南國中                               | 苗栗客運             | 經房裡、船頭埔 例假日及寒暑假停駛 |
| 181區2    | 苑裡－日南國中                               | 苗栗客運             | 繞駛至碾米廠、西岐國小 經船頭埔、順帆路 例假日及寒暑假停駛                                                                              |
| 211       | 豐原轉運中心－大甲體育場                     | 豐原客運             | 大甲體育場端點為新政大安港路口 經媽祖廟、枋寮、七星農場、東億新村、下后里、泰安派出所、泰安國小、土城、大甲高工、大甲車站               |
| 211區     | 泰安－新政大安港路口                         | 豐原客運             | 經泰安派出所、泰安國小、大甲高工、大甲車站 例假日及寒暑假停駛                                                                           |
| 212       | 豐原轉運中心－大甲體育場                     | 豐原客運             | 大甲體育場端點為新政大安港路口 經媽祖廟、豐原國中、啟明學校、下后里、內埔市場、松鶴酒莊、外埔、水美、大甲車站                           |
| 213       | 豐原－大甲體育場                             | 豐原客運             | 大甲體育場端點為新政大安港路口 經媽祖廟、豐原國中、七星農場、下后里、內埔市場、中和、月眉糖廠、外埔、東泰新城、大甲車站                 |
| 215       | 豐原－大甲體育場                             | 豐原客運             | 大甲體育場端點為新政大安港路口 不經后里區公所，經媽祖廟、下后里、后里清潔隊、月眉糖廠、麗寶國際賽車場、麗寶樂園、外埔、大甲東、大甲車站 |
| 305       | 大甲－鹿寮－臺中車站－大甲                   | 巨業交通             | 行駛於公車專用道 本路線為環狀線，臺中車站為中繼站                                                                                       |
| 616       | 海環大甲線（臺中港郵局－國立苑裡高中）       | 東南客運             | |
| 651       | 大甲區公所－外埔－台中女中                   | 中台灣客運           | 經捷運文心崇德站 |
| 657       | 大甲高工－建興                               | 台中客運             | |
| 658       | 大安新幹線（惠文高中－大安濱海樂園）         | 中台灣客運           | 經台灣大道、大甲車站、大安區公所 |
| 658延     | 惠文高中－海墘國小                           | 中台灣客運           | |
| 659       | 幼獅新幹線（幼獅工業區－臺中榮總）           | 台中客運             | 幼獅工業區端點為幼獅工業區服務中心 經大甲車站、靜宜大學、弘光科技大學、東海別墅                                                         |
| 661       | 大甲大安環線（致用高中－永安國小－致用高中） | 建明客運             | 分左右環行駛，左環先經文昌祠，右環先經大甲郵局 經大甲車站                                                                               |
| 662       | 大甲高中－苑裡站                             | 建明客運             | 經國立苑裡高中 |
| 668       | 日南車站－大甲區公所                         | 東南客運             | |
| 679       | 新政大安港路口－台中國際機場                 | 睿奕交通             | 2024年7月15日開通 |
| 679副     | 新政大安港路口－沙鹿西站                     | 睿奕交通             | 2024年7月15日開通 |
| 699       | 大甲體育場－南埔                             | 巨業交通             | 大甲體育場端點為新政大安港路口 經文曲路、大安區公所、南庄                                                                               |
| 811       | 豐原東站－大甲體育場                         | 台中客運、中台灣客運 | 大甲體育場端點為新政大安港路口 |
| 813       | 后里東站－大甲車站                           | 中鹿客運             | 大甲車站端點為文武公園 |
| 839       | 泰安車站－日南－國立苑裡高中                 | 建明客運             | 經幼獅工業區、苑裡車站 |
| 市民小巴2 | 大甲車站-泰安車站                            | 睿奕交通             | 經土城 |
| 市民小巴3 | 大甲車站-麗寶樂園                            | 睿奕交通             | 經六分路 |

小黃公車
臺中市小黃公車是由臺中市政府交通局推動的公車系統之一，於2017年4月1日啟用，路線皆採固定時間發車且免費搭乘，乘車需於前一天預約，預約人數較多時則安排多輛計程車以提供載客服務，當中僅無臺中市市區公車行駛、停靠之路段可隨招隨停，以擴大公共運輸服務範圍至年長者、行動不便、偏遠地區、攜帶大型行李的民眾。行經大甲區的小黃公車路線有黃12路（南庄至大甲車站）、黃23路（中庄至大甲車站）等2條，提供庄美、新美、平安、孔門、大甲、武曲、文武、朝陽、岷山等9個里的居民搭乘。
公路客運
- 本表更新時間為3月20日

| 路線號碼 | 營運區間   | 經營業者 | 備註                           |
| -------- | ---------- | -------- | ------------------------------ |
| 5814     | 苗栗－大甲 | 苗栗客運 | 經山腳、苑裡、通霄、烏眉、銅鑼 |

### 公共自行車
臺中市公共自行車租賃系統（iBike）是臺中市政府推動的公共自行車租賃系統，2013年6月開始規劃建置，2014年7月18日開始營運，2017年5月16日使用次數突破一千萬人次，大甲區已於2016年4月7日正式引進YouBike1.0系統，並於2021年7月23日引進YouBike2.0系統，2023年6月28日全面停止營運YouBike1.0系統，改為僅營運YouBike2.0系統。資料截至2024年12月31日，YouBike2.0系統已於大甲區設有49個站點，並可甲地租車、乙地還車，提供民眾租借使用。

### 未來

#### 鐵路
臺灣鐵路管理局
- （規劃中）

## 醫療
大甲區在衛福部醫院分級下，目前共有區域醫院2家、地區醫院1家。
- 大甲李綜合醫院：區域醫院評鑑優等、醫師及醫事人員類教學醫院評鑑合格，設置科別17科，病床數共299床[52]。
- 光田綜合醫院大甲院區：區域醫院評鑑優等、醫師及醫事人員類教學醫院評鑑合格，設置科別22科，病床數共488床[53]。
- 順安醫院：地區醫院評鑑合格，設置科別2科，病床數32床[54]。

## 旅遊

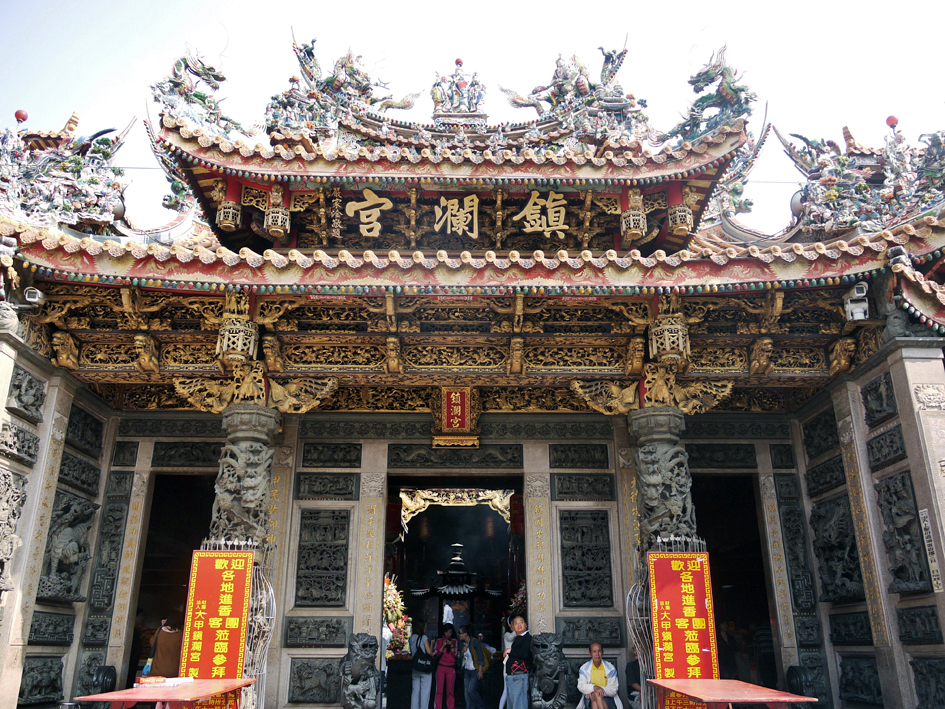
大甲鎮瀾宮

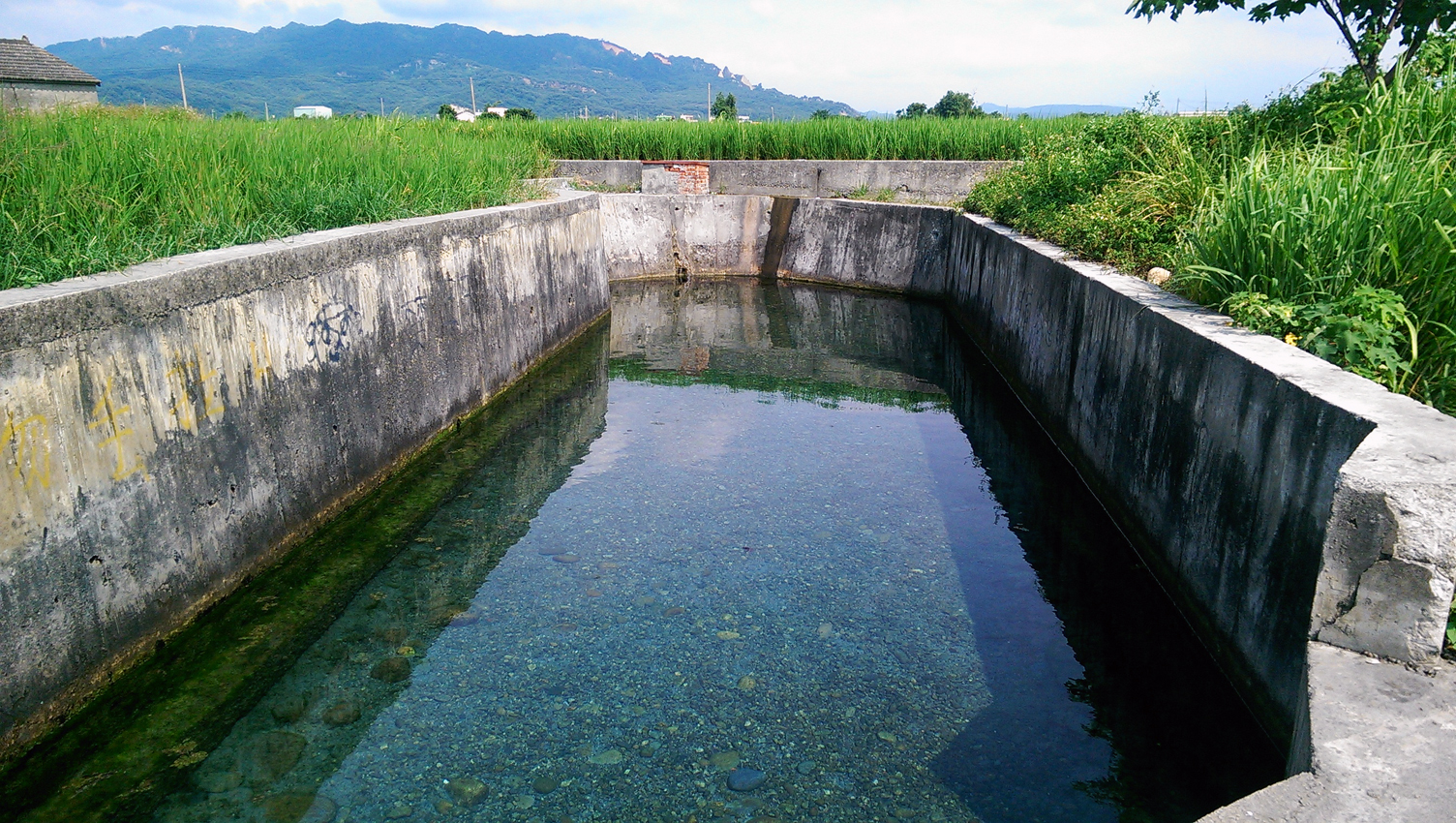
日南冷泉

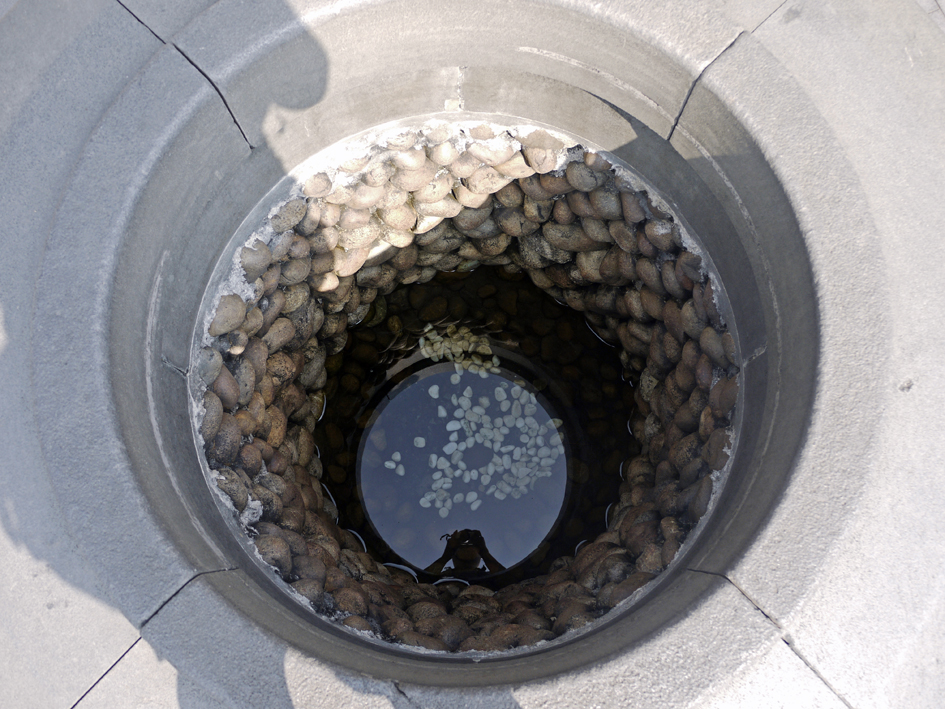
鐵砧山劍井

2012年交通部觀光局臺灣十大觀光小城評選活動中，以小城標語大甲區媽祖文化入選其中。

### 人文、自然複合景點
鐵砧山風景特定區、匠師的故鄉休閒農業區

### 人文景點

#### 古蹟與歷史建築
林氏貞孝坊、大甲文昌祠、大甲梁宅瑞蓮堂、日南車站、舊大安溪橋

#### 紀念建築
志賀哲太郎紀念碑

#### 宗教設施
大甲鎮瀾宮、鎮瀾文化大樓、金華山媽祖文物館、日南慈德宮、頂店頂安宮、大甲建興宮、鐵砧山國姓廟、大甲城隍廟、大甲澤安宮、大甲聖母宮赫武堂、山腳福德祠、文武里福德祠、孟春福德祠、新美里福安宮、江南里福德祠、太和大玄宮、大甲廣安宮、大甲德元宮、大甲奉化里福德祠、泉州公祠、義和里福德祠、四張福德宮、庄尾福德祠、大甲湄聖媽祖會、大甲聖德宮、大甲虛無渡聖宮、大甲飛龍團九天玄女會館、大甲鎮瀾宮神童團會館、大甲陞德宮、大甲福山宮、船頭埔福德宮、幸福里水頭福德祠。

#### 商圈、夜市與市集
大甲鎮瀾商圈、大甲蔣公路夜市、興安路夜市、日南廟口夜市、青年路夜市

#### 展演場館
臺中市中正紀念館、大甲三寶文化館、大甲稻米產業文化館

#### 規劃/建設中景點
大甲車站文化藝術廣場計畫

### 活動
大甲媽祖遶境進香活動、永信杯排球比賽

### 名特產
大甲芋頭、奶油酥餅、大甲帽蓆、大甲東陶器

## 知名企業
- 巨大機械：臺灣證券交易所上市公司，臺灣第一大自行車製造商，國際知名自行車品牌捷安特母公司。
- 永信藥品：臺灣證券交易所上市公司，臺灣第一大藥廠，以製造學名藥為主，在診所藥局為其主要通路，目前積極發展保健食品及化妝品市場
- 裕珍馨：Discovery頻道介紹為「台灣傳統糕餅名店」，1966年於大甲成立第一間門市，並陸續開發出眾多獲獎商品，其中以奶油酥餅最為知名，另有紫玉酥、金賞纖果鳳梨酥等。
- 小林煎餅：

## 國際交流

### 友好城市
| 國家                 | 城市             | 締結日期     |
| -------------------- | ---------------- | ------------ |
| 日本                 | 益城町（熊本縣） | 2023年1月9日 |
| 資料來源：大甲區公所 |                  |              |

## 外部連結
- 大甲區公所（页面存档备份，存于）